# Jeff Baker
Pour les articles homonymes, voir Baker.
Jeffrey Glen Baker (né le 21 juin 1981 à Bad Kissingen, Allemagne de l'Ouest) est un joueur américain de baseball ayant évolué dans les Ligues majeures de 2005 à 2015. Ce joueur d'utilité peut évoluer aux positions de premier, deuxième et troisième buts, ainsi qu'au champ extérieur.

## Carrière
Jeff Baker est drafté au quatrième tour de sélection en 2002 par les Rockies du Colorado. Il joue son premier match dans les majeures avec ce club le 4 avril 2005. Dans cette première partie, opposant Colorado aux Padres de San Diego, Baker frappe en guise de premier coup sûr dans les grandes ligues un circuit aux dépens du lanceur adverse, Woody Williams. 
Il ne dispute qu'une poignée de parties pour Colorado en 2005 et 2006, avant de jouer une demi-saison avec eux en 2007. Membre de l'effectif des Rockies durant les séries éliminatoires, il prend part à quatre matchs d'après-saison. Au premier tour, il produit un point dans un match de la série Colorado-Philadelphie. Il obtient une présence au bâton en Série mondiale 2007 face aux Red Sox de Boston, sans obtenir de coup sûr. Les Rockies sont champions de la Ligue nationale mais concède le titre mondial aux Red Sox.
C'est en 2008 que les Rockies lui offrent la chance d'évoluer sur une base régulière. Prenant part à 104 rencontres en saison régulière, il frappe 80 coups sûrs, dont 12 coups de circuit, et totalise 48 points produits.
Baker amorce la saison 2009 au Colorado mais n'apparaît que dans 12 parties avant d'être transféré, le 2 juillet, aux Cubs de Chicago en retour d'un lanceur des ligues mineures du nom d'Al Alburquerque. Les Cubs utilisent Baker au troisième but ou au deuxième but, mais parfois aussi au premier coussin. Baker continue à se faire valoir comme réserviste à l'avant-champ au cours des deux saisons qui suivent. Il frappe pour ,272 de moyenne au bâton en 2010 avec 4 circuits et 21 points produits. En 2011, il claque 3 longues balles, produit 23 points et maintient sa moyenne à ,269.
Il est transféré aux Tigers de Détroit le 5 août 2012.
Le 31 août 2012, les Tigers échangent Baker aux Braves d'Atlanta, où il termine la saison.
Il rejoint les Rangers du Texas le 26 janvier 2013. Après une saison chez les Rangers, il rejoint les Marlins de Miami avant la 2014.